# Казати, Гаэтано

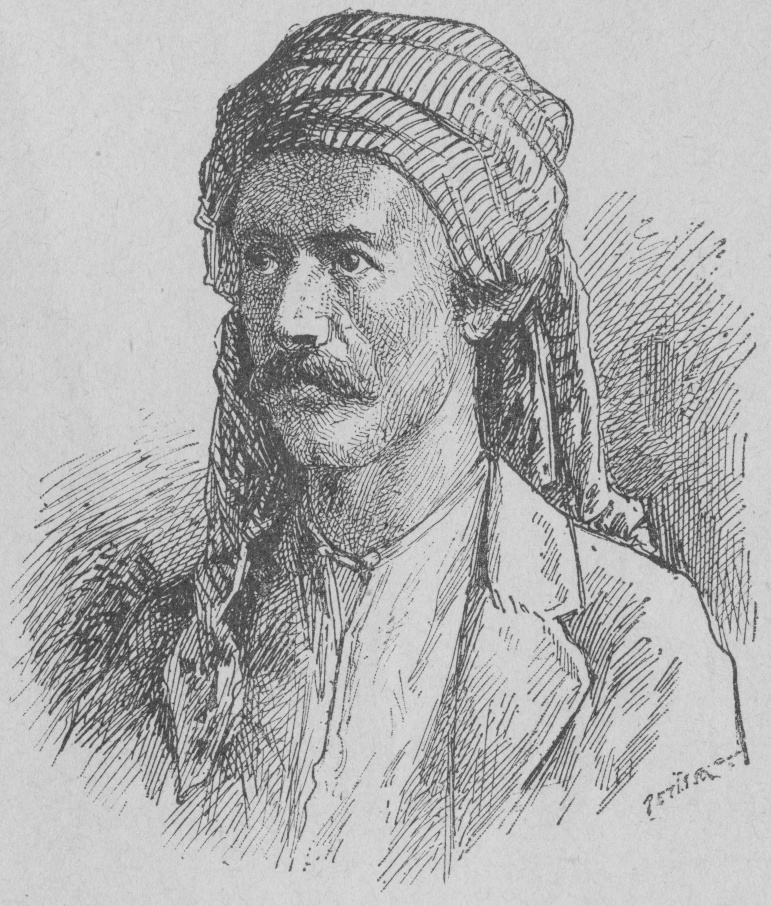
Гаэтано Казати

Гаэтано Казати (итал. Gaetano Casati; 4 сентября 1838, Лезмо, Ломбардо-Венецианское королевство — 7 марта 1902, Монтичелло-Брианца, Ломбардия) — итальянский путешественник. Был офицером берсальеров.

## Биография
Начав изучать математику, поступил на службу в 1859 году в корпус берсальери армии Пьемонта, посещая академию в Иврее и выходя из неё в звании младшего лейтенанта. Он участвовал в кампании против разбоя до 1866 года, получив звание капитана. С 1869 года он был учителем математики и топографии в школе берсальери в Ливорно.
В 1879 году увольняется и поступает в редакцию журнала «L’esploratore» («Исследователь»), основанный в 1876 Камперио Манфредо. В том же году Манфредо Камперио получает письмо от своего друга Ромоло Гесси, тогдашнего губернатора Бахр-аль-Газали (регион Нилотского Судана), в котором он просит отправить опытного географа для исследования долины Уэле. Казати принимает предложенное ему задание и отправляется из Генуи, направляясь в Суакин через Суэц 24 декабря 1879 года.
В Африке побывал в бассейне Бар-эль-Газаля, посетил земли Ням-Ням и Монбуту и в апреле 1883, вместе с доктором Юнкером, гостеприимно был принят в Ладо Эмин-пашой, которому помогал в военных действиях против махдистов.
16 мая 1886 Казати появился в Униоро, где с ним, однако, обошлись не как с гостем, а как с пленным. Приговоренный к смерти, он, при известии о приближении Стэнли, был освобождён. Присоединясь к Стэнли и Эмин-паше он вместе с ними 3 декабря 1889 достиг берегов Багамойо. Его сообщения о политических, коммерческих и этнографических особенностях, о географии и метеорологии стран верхнего Нила были опубликованы в «Bolletino de la Società d’Esplorazione» (Милан, 1883—1888). Кроме того, он издал «Dieci anni in Equatoria e ritorno con Emin-Pascha» (Мил., 1891).